# 라싱 코르도바
라싱 데 코르도바(스페인어: Racing de Córdoba) 또는 클루브 아틀레티코 라싱(스페인어: Club Atlético Racing)은 아르헨티나 코르도바주 코르도바를 연고를 둔 축구 클럽이다. 이 팀은 1924년에 창설되었으며, 현재 토르네오 아르헨티노 B에 소속되어 있다. 홈 경기장은 1948년 건설된 미겔 산초(Estadio Miguel Sancho)이다.
1981년 제11회 대통령배 국제축구대회에 출전하여 우승을 차지한 바 있다.

## 역대 감독
| 감독          | 임기 |
| ------------- | ---- |
| 알피오 바실레 | 1979 |
| 알피오 바실레 | 1981 |
| 알피오 바실레 | 1983 |

틀:라싱 코르도바 감독